# Trochosa immaculata
Trochosa immaculata är en spindelart som beskrevs av Savelyeva 1972. Trochosa immaculata ingår i släktet Trochosa och familjen vargspindlar.
Artens utbredningsområde är Kazakstan. Inga underarter finns listade i Catalogue of Life.